# 라차레치후미크베모스바네티주
라차레치후미크베모스바네티주(조지아어: რაჭა-ლეჩხუმი და ქვემო სვანეთი)는 조지아 북서부에 위치한 주로, 주도는 암브롤라우리이며 면적은 4,954km2, 인구는 32,089명(2014년 기준)이다.